# Tetrablemma alterum
Tetrablemma alterum är en spindelart som beskrevs av Roewer 1963. Tetrablemma alterum ingår i släktet Tetrablemma och familjen Tetrablemmidae. Inga underarter finns listade i Catalogue of Life.